# Casa William O. Jenkins
La Casa de William O. Jenkins — también conocida como "Phantom House", fue la mansión de J. Paul Getty en 641 South Irving Boulevard. Era una propiedad de estilo mediterráneo en Los Ángeles, California, construida para el empresario William O. Jenkins (reputado como " el hombre más rico de México") en 1922-23. A pesar de que fue demolida en 1957, se mantiene su memoria a causa de su uso en dos películas clásicas de Hollywood — Sunset Boulevard (1950) y Rebelde sin causa (1955).

## Historia
La casa fue diseñada por el ingeniero civil y arquitecto estadounidense Thomas Beverley Keim, Jr. (1884-1926), que se suicidó poco después de su conclusión. Costó 250,000 dólares (3,7 millones de dólares actuales). Jenkins, un rico estadounidense expatriado viviendo en México, vivió en la residencia con su familia tan solo un año (1925-26). Permaneció luego una década vacía, incitando a los lugareños a bautizar el impresionante edificio como "Phantom House" (Casa Fantasma). Fue vendida al magnate petrolero J. Paul Getty (1892–1976) en 1936. La casa estaba ocupada por una de las cinco (ex) señoras Getty en el momento del rodaje de Sunset Boulevard por Paramount Pictures en 1950. Como condición para el alquiler de la propiedad, pidió que el estudio le construyera una piscina nueva, la cual se convirtió en el sitio de la famosa escena con el cadáver flotante de William Holden al principio de la película.
El 21 de febrero de 1955, Warner Bros. recibió permiso  — por la suma de 250 dólares por día — para filmar escenas de Rebelde sin causa en el sitio el 16, 18, 20 y 21 de abril de 1955. La misma piscina, ahora seca, fue otra vez utilizada extensamente. El rodaje fue apresurado  porque el equipo de filmación y el dueño sabían de la inminente demolición. Después de ganar recientemente una demanda presentada por 169 de sus vecinos en Windsor Square (que buscaban impedir la demolición), Getty deseaba que el inmueble fuera destruido antes de que los lugareños tuvieran la oportunidad de buscar exitosamente vías legales alternativas. La señora Getty luego vendió la propiedad en 1957 a los desarrolladores del actual edificio de oficinas de mármol blanco conocido como Tidewater Oil Building (1958). 
Otra antigua propiedad cercana de Getty — en 605 South Irving Boulevard — también conocida como  "Getty House", es una mansión neotudor de los años 1920 y la casa oficial del alcalde de Los Ángeles. Fue donada a la ciudad por el hijo de J.P. Getty, George.

## Referencias

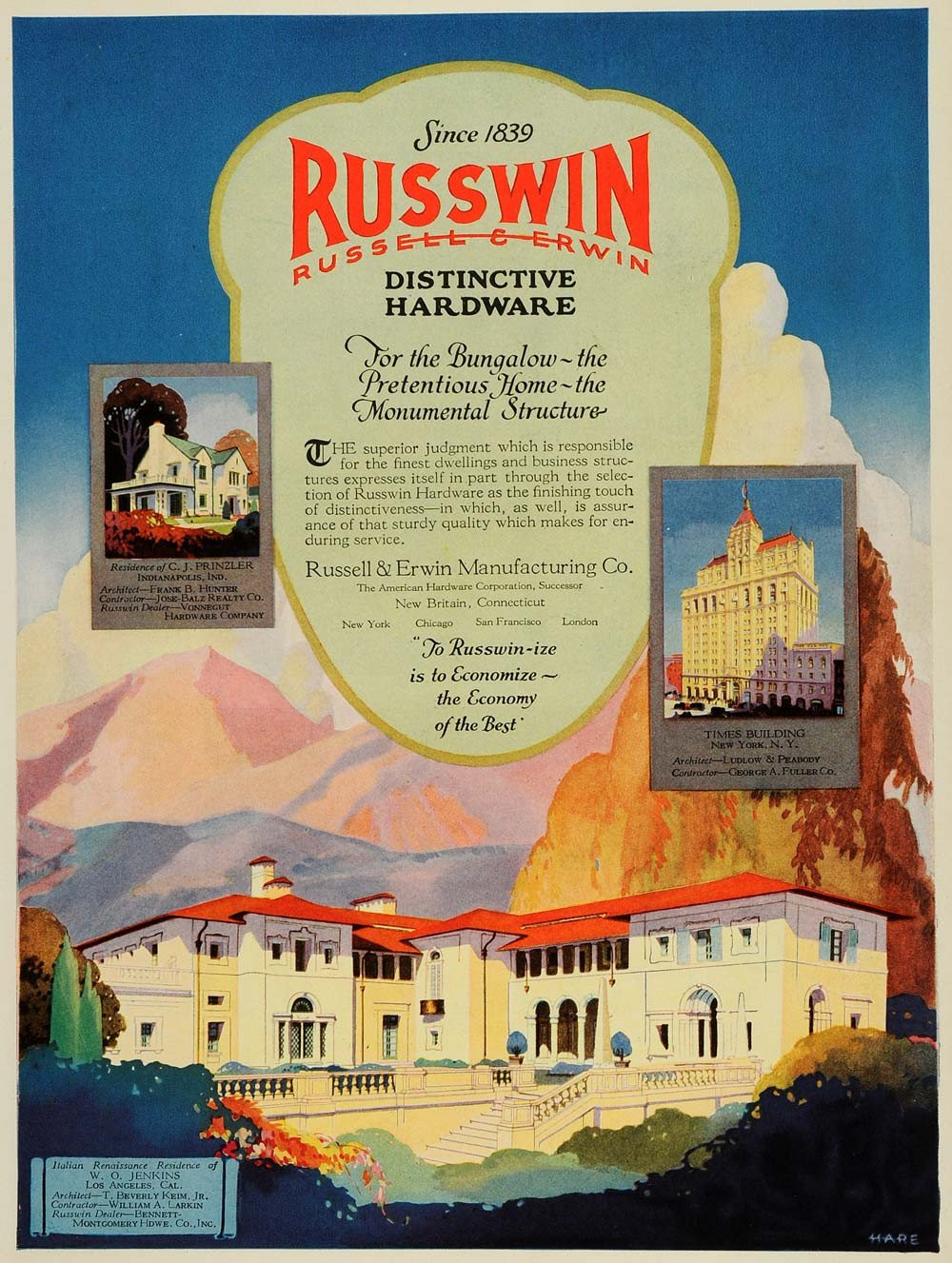
Anuncio "Russwin Distinctive Hardware" (1923) presentando la casa de William O. Jenkins.